# 48ª edizione dei Directors Guild of America Award
La 48ª edizione dei Directors Guild of America Award si è tenuta il 2 marzo 1996 al Century Plaza Hotel di Los Angeles e al Crowne Plaza Hotel di New York e ha premiato i migliori registi nel campo cinematografico, televisivo e pubblicitario del 1995. La cerimonia di Los Angeles è stata presentata da Carl Reiner.
Le nomination per il cinema sono state annunciate il 22 gennaio 1995.

## Cinema

### Film
- Ron Howard – Apollo 13
- Mike Figgis – Via da Las Vegas (Leaving Las Vegas)
- Mel Gibson – Braveheart - Cuore impavido (Braveheart)
- Ang Lee – Ragione e sentimento (Sense and Sensibility)
- Michael Radford – Il postino

### Documentari[3]
- Terry Zwigoff – Crumb
- Deborah Hoffmann – Complaints of a Dutiful Daughter
- Freida Lee Mock – Maya Lin: A Strong Clear Vision
- Bill Van Daalen – Indianapolis: Ship of Doom
- Helen Whitney – American Masters per la puntata Richard Avedon: Darkness and Light (film tv)

## Televisione

### Serie drammatiche
- Christopher Chulack – E.R. - Medici in prima linea (ER) per l'episodio Inferno nell'acqua (Hell and High Water)
- Félix Enríquez Alcalá – E.R. - Medici in prima linea (ER) per l'episodio Impara, insegna, uccidi (Do One, Teach One, Kill One)
- Chris Carter – X-Files (The X-Files)  per l'episodio La lista (The List)
- Charles Haid – Murder One per l'episodio pilota
- Mimi Leder – E.R. - Medici in prima linea (ER) per l'episodio Tragico errore (Love's Labor Lost)

### Serie commedia
- Gordon Hunt – Innamorati pazzi (Mad About You) per l'episodio Segreti di famiglia (The Alan Brady Show)
- Andy Ackerman – Seinfeld per l'episodio Normalmente pazzi (The Gum)
- James Burrows – Friends per l'episodio Non gridate, siamo in clinica (The One with the Birth)
- Todd Holland – The Larry Sanders Show per l'episodio Arthur After Hours
- David Lee – Frasier per l'episodio La stanza di Daphne (Daphne's Room)

### Film tv e miniserie
- Mick Jackson – L'asilo maledetto (Indictment: The McMartin Trial)
- Robert Markowitz – I ragazzi di Tuskegee (The Tuskegee Airmen)
- Daniel Petrie – Kissinger and Nixon
- Frank Pierson – Truman
- Peter Werner – Almost Golden: The Jessica Savitch Story

### Soap opera
- William Ludel e Alan Pultz – General Hospital per la 8248ª puntata
- Shelley Curtis – General Hospital per la 8183ª puntata
- Bruce S. Barry – Sentieri (Guiding Light) per la 12063ª puntata
- Susan Flannery – Beautiful (The Bold and the Beautiful) per la puntata del 16 novembre 1995
- Scott McKinsey e Shelley Curtis – General Hospital per la 8233ª puntata

### Trasmissioni musicali e d'intrattenimento
- Matthew Diamond – Great Performances per la puntata Some Enchanted Evening: Celebrating Oscar Hammerstein
- Ellen Brown – The Tonight Show with Jay Leno from Las Vegas
- Hal Gurnee – Late Night with David Letterman from London
- Louis J. Horvitz – Sinatra: 80 Years My Way
- Jeff Margolis – 67ª edizione della cerimonia dei Premi Oscar

## Pubblicità
- Robert Lieberman – spot per Hallmark Cards (Jeffrey's Secret), Merrill Lynch (Sisters Already Retired)
- Steven Chase – spot per Pepsi (All Sports Basketball), Mountain Dew (Crooner), Anheuser-Busch (Fishing; Primate), AT&T (Paddleball)
- Tony Kaye – spot per Volvo (Twister), TAG Heuer (Mind Games), Guinness (Men & Women)
- Joe Pytka – spot per Timex Group USA (Angel; Dog To Vet), Got Milk? (Full Body Cast; Interrogation; Trix)
- Kinka Usher – spot per Pepsi (Diner; Set Piece; Stranded)

## Premi speciali

### Premio D.W. Griffith
- Woody Allen

### Premio Franklin J. Schaffner
- Don Lewis Barnhart

### Robert B. Aldrich Service Award
- Daniel Petrie

### Premio per il membro onorario
- Chuck Jones